# Primera divisió espanyola de futbol 1940-1941
La temporada 1940-41 de La Liga, fou la 10a edició de la Primera divisió espanyola de futbol.

## Equips participants
Amb l'arribada del Franquisme, el 1941 la llei va prohibir els noms no espanyols, com Athletic, Sporting o Racing. A més els clubs recuperaren els títols del Reial.
| Club              | Ciutat    | Estadi       |
| ----------------- | --------- | ------------ |
| Atlético Aviación | Madrid    | Chamartín    |
| Atlético Bilbao   | Bilbao    | San Mamés    |
| FC Barcelona      | Barcelona | Les Corts    |
| Celta de Vigo     | Vigo      | Balaídos     |
| RCD Espanyol      | Barcelona | Sarrià       |
| Hèrcules CF       | Alacant   | Bardín       |
| Reial Múrcia CF   | Múrcia    | La Condomina |
| Reial Oviedo      | Oviedo    | Buenavista   |
| Reial Madrid      | Madrid    | Chamartín    |
| Sevilla FC        | Sevilla   | Nervión      |
| València CF       | València  | Mestalla     |
| Reial Saragossa   | Saragossa | Torrero      |

## Classificació final
| Pos | Equip                 | PJ | PG | PE | PP | GF | GC | DG  | Pts | Classificació       |
| --- | --------------------- | -- | -- | -- | -- | -- | -- | --- | --- | ------------------- |
| 1   | Atlético Aviación (C) | 22 | 13 | 7  | 2  | 70 | 36 | +34 | 33  | Campió              |
| 2   | Atlético Bilbao       | 22 | 13 | 5  | 4  | 49 | 24 | +25 | 31  |                     |
| 3   | València CF           | 22 | 11 | 5  | 6  | 60 | 52 | +8  | 27  |                     |
| 4   | FC Barcelona          | 22 | 13 | 1  | 8  | 55 | 45 | +10 | 27  |                     |
| 5   | Sevilla FC            | 22 | 12 | 2  | 8  | 70 | 43 | +27 | 26  |                     |
| 6   | Reial Madrid          | 22 | 11 | 2  | 9  | 51 | 38 | +13 | 24  |                     |
| 7   | RCD Espanyol          | 22 | 10 | 2  | 10 | 50 | 54 | −4  | 22  |                     |
| 8   | Reial Oviedo          | 22 | 7  | 2  | 13 | 36 | 63 | −27 | 16  |                     |
| 9   | Hèrcules CF           | 22 | 7  | 2  | 13 | 28 | 67 | −39 | 16  |                     |
| 10  | Celta de Vigo         | 22 | 7  | 1  | 14 | 45 | 51 | −6  | 15  |                     |
| 11  | Reial Saragossa (R)   | 22 | 5  | 4  | 13 | 26 | 41 | −15 | 14  | Promoció de descens |
| 12  | Reial Múrcia CF (R)   | 22 | 5  | 3  | 14 | 29 | 55 | −26 | 13  | Promoció de descens |

## Resultats
| Casa \ Fora       | AAV | ATB | BAR  | CEL | ESP | HER | RMA | MUR | OVI | SEV | VAL  | ZAR |
| ----------------- | --- | --- | ---- | --- | --- | --- | --- | --- | --- | --- | ---- | --- |
| Atlético Aviación | —   | 1–1 | 4–4  | 5–4 | 5–3 | 7–1 | 3–1 | 6–0 | 3–0 | 3–1 | 2–2  | 3–1 |
| Atlético Bilbao   | 0–5 | —   | 3–1  | 4–1 | 6–2 | 4–0 | 3–1 | 6–1 | 2–1 | 2–1 | 5–0  | 0–0 |
| FC Barcelona      | 2–4 | 1–0 | —    | 2–0 | 2–3 | 3–2 | 3–0 | 3–0 | 7–0 | 4–0 | 4–3  | 2–0 |
| Celta de Vigo     | 0–2 | 1–2 | 1–4  | —   | 7–1 | 2–0 | 1–2 | 5–1 | 3–1 | 2–2 | 6–2  | 1–0 |
| RCD Espanyol      | 2–3 | 1–1 | 3–1  | 4–1 | —   | 1–2 | 3–2 | 2–1 | 5–0 | 4–3 | 2–1  | 3–0 |
| Hèrcules CF       | 3–3 | 1–0 | 1–3  | 0–5 | 3–2 | —   | 0–3 | 4–0 | 3–0 | 1–0 | 0–2  | 1–0 |
| Reial Madrid      | 1–4 | 0–1 | 1–2  | 3–1 | 4–1 | 5–3 | —   | 2–1 | 1–0 | 4–1 | 6–1  | 6–0 |
| Reial Múrcia CF   | 1–1 | 1–3 | 1–3  | 3–0 | 3–1 | 0–0 | 3–1 | —   | 1–2 | 2–1 | 2–5  | 1–0 |
| Reial Oviedo      | 4–3 | 0–2 | 3–1  | 4–3 | 3–3 | 6–0 | 0–2 | 2–1 | —   | 0–4 | 3–3  | 5–4 |
| Sevilla FC        | 1–1 | 1–0 | 11–1 | 3–0 | 3–1 | 8–3 | 5–4 | 3–2 | 4–1 | —   | 10–3 | 4–1 |
| València CF       | 3–1 | 2–2 | 3–1  | 5–1 | 3–0 | 6–0 | 1–1 | 3–3 | 5–1 | 4–1 | —    | 1–0 |
| Reial Saragossa   | 1–1 | 2–2 | 2–1  | 1–0 | 0–3 | 7–0 | 1–1 | 2–1 | 3–0 | 0–3 | 1–2  | —   |

### Promoció
| Equip 1         | Marcador | Equip 2             |
| --------------- | -------- | ------------------- |
| Reial Saragossa | 2–3      | CE Castelló         |
| Reial Múrcia CF | 1–2      | Deportivo La Coruña |

### Resultats finals
- Campió de la Lliga: Atlético Aviación
- Descensos: Reial Saragossa, Reial Múrcia CF
- Ascensos: Granada CF, Reial Societat, CE Castelló, Deportivo La Coruña

## Màxims golejadors
| Posició | Jugador                | Equip             | Gols |
| ------- | ---------------------- | ----------------- | ---- |
| 1       | Pruden                 | Atlético Aviación | 33   |
| 2       | Mundo                  | València CF       | 21   |
| 3       | Vicent Martínez Català | RCD Espanyol      | 18   |
| 4       | Campanal I             | Sevilla FC        | 17   |
| 5       | Paco Campos            | Atlético Aviación | 16   |
| 6       | Manuel Alday           | Reial Madrid      | 14   |
| 6       | Torrontegui            | Sevilla FC        | 14   |
| 6       | Guillermo Gorostiza    | València CF       | 14   |
| 9       | Marià Martín           | FC Barcelona      | 12   |
| 9       | Agustín                | Celta de Vigo     | 12   |
| 9       | Del Pino               | Celta de Vigo     | 12   |

## Porter menys golejat
| Posició | Jugador               | Equip           | Gols                  |
| ------- | --------------------- | --------------- | --------------------- |
| 1       | José María Echevarría | Atlético Bilbao | 21 gols en 18 partits |